# (33663) 1999 JT92
1999 JT92 (asteroide 33663) é um asteroide da cintura principal. Possui uma excentricidade de 0.11987040 e uma inclinação de 10.24387º.
Este asteroide foi descoberto no dia 12 de maio de 1999 por LINEAR em Socorro.